# The Bridal Chair
The Bridal Chair è un film muto del 1919 diretto da G.B. Samuelson.

## Trama
Un lord giura che non si sposerà finché la sua fidanzata disabile resterà viva.

## Produzione
Il film fu prodotto dalla G.B. Samuelson Productions.

## Distribuzione
Distribuito dalla Film Booking Offices (FBO), il film uscì nelle sale cinematografiche britanniche nel giugno 1919.